# Paußnitz
Die Paußnitz ist einer der zahlreichen Nebenarme der Weißen Elster in deren anastomosierendem Flusslauf (oft als Binnendelta bezeichnet). Sie zweigt allerdings nicht direkt von der Weißen Elster ab, sondern von einem künstlichen Elsternebenarm, dem Lauerschen Grenzgraben.
Sie fließt ausschließlich auf Leipziger Stadtgebiet und ist wasserrechtlich ein Gewässer II. Ordnung.

## Name
Der Name Paußnitz wird (sicher nachweisbar) seit 1889 verwendet. Davor ist häufig die Bezeichnung Schwarze Lache (auch Schwarze Lagge) zu finden, was darauf zurückzuführen ist, dass die Paußnitz nicht in jedem Jahr ständig Wasser führte, sondern oft einem Altarm oder Flutgerinne mit Stillgewässercharakter glich. Die erste schriftliche Erwähnung könnte 1349 als „fluvius … Pustenicz“ gewesen sein. Der Name leitet sich wahrscheinlich vom slawischen Wort *pusty für „öde, wild“ ab.

## Geographie

### Abgrenzung
Je nach Definition (Mindestbreite drei oder fünf Meter) ist die Paußnitz ein kleiner Fluss oder Bach. Durch Auskolkungen ist sie teilweise breiter als fünf Meter. Aufgrund des geringen Abflusses ist die Bezeichnung Bach jedoch vorzuziehen.

### Hydromorphologie
Die Weiße Elster bei Leipzig war ursprünglich ein kiesgeprägter Tieflandfluss. Seit dem Beginn der Entwaldung durch den Menschen in deren Oberlauf vor mehreren tausend Jahren transportiert sie vor allem feine Sedimente, welche sie in der Leipziger Tieflandsbucht als Lehm ablagert.
Da die Weiße Elster in ihrem Unterlauf ab Zeitz durch ein mehr als einen Kilometer breites Tal fließt und viel Sand und Schluff transportiert, haben sich hier zahlreiche Flussinseln und Nebenarme wie die Paußnitz gebildet. Dies wird dadurch begünstigt, dass die Weiße Elster trotz ihrer vergleichsweise geringen Durchflussmenge (MQ = 15 m³/s bei Leipzig) bei einem 100-jährlichen Hochwasser (HQ100) das dreißigfache des mittleren Abflusses (MQ) durch das Flusstal transportiert. In Verbindung mit der Sedimentfracht, den lehmigen Böden und dem geringen Gefälle der Weißen Elster führten Hochwasser zur regelmäßigen Verlagerung, Abtrennung oder Wiederbespannung von Flussbetten und Nebenarmen.
Durch extreme Hochwasserereignisse veränderte sich der Lauf der Paußnitz somit regelmäßig und es entstanden viele Flutrinnen, Altwasser und Lachen. Aufgrund der fast vollständigen Regulierung der Weißen Elster bleibt dies jedoch seit 1956 aus. Heute wird noch ungefähr die Hälfte des ursprünglichen, stark gewundenen Flusslaufes durchströmt, welcher noch zu etwa achtzig Prozent vorhanden und nur an wenigen Stellen durch Deiche oder Wege unterbrochen ist (abgebaggertes nicht berücksichtigt).

### Ursprünglicher Verlauf

Abzweig der Paußnitz (damals Schwarze Lache) von der Batschke, vor deren Zusammenfluss mit dem Elsterfloßgraben

Die Paußnitz zweigte zwischen den Markkleeberger Ortsteilen Gautzsch, Zöbigker und dem Gut Lauer (seit 1920 zur Stadt Leipzig) von der Batschke ab. (ebenfalls ein ehemaliger Elster-Nebenarm, heute Floßgraben genannt)
Der Tagebau Cospuden entstand jedoch auf diesem Gebiet und zerstörte 1974 die natürliche Verbindung beider Flüsse zur Weißen Elster.
Heute befindet sich dort der Cospudener See, von dem der Floßgraben hauptsächlich gespeist wird, während die Paußnitz mit diesem nicht mehr verbunden ist. Der historische Verlauf der Batschke markiert an dieser Stelle noch heute die Grenze zwischen Markkleeberg und Leipzig.
Die Paußnitz mündete um 1780 noch in die Pleiße. Einhundert Jahre später hatte sie ihren Unterlauf durch mehrere Hochwasser nordwestlich zur Rödel verlagert. Dieser auch Rödelwasser genannte Nebenarm der Pleiße zweigte in der Nähe des Connewitzer Wehres ab und mündete im Bereich der Könneritzbrücke (Ernst-Mey-Straße) in die Weiße Elster. Durch den Bau des Elsterhochflutbettes wurde ihr Flusslauf unterbrochen und 1926 bis 1927 verfüllt, so dass die Paußnitz nun direkt in die Weiße Elster bzw. deren Flutbett mündete.

### Heutiger Verlauf

Falschfarbenbild der Elster-Pleiße-Aue aus Daten des DGM1, die Paußnitz schlängelt sich von links unten in die obere Mitte

Die Paußnitz zweigt heute im Leipziger Stadtbezirk Südwest im Ortsteil Großzschocher und in der Gemarkung Lauer vom Lauerschen Grenzgraben ab. Sie erreicht schon nach wenigen hundert Metern die Gemarkung Großzschocher, fließt dort etwa die Hälfte ihrer restlichen Strecke und ist teilweise begradigt.
In der Gemarkung Connewitz benutzt die Paußnitz im Leipziger Ratsholz hauptsächlich ihr natürliches gewundenes Flussbett. Sie mündet nach insgesamt 5,95 km durch ein Siel in das zwischen den Ortsteilen (und gleichnamigen Gemarkungen) Connewitz und Schleußig verlaufende Elsterflutbett.

### Menschliche Eingriffe
Vor allem in der Gemarkung Großzschocher wurde die Paußnitz begradigt, was zum Teil durch den Bau des Elsterhochflutbettes vor über einhundert Jahren geschah. Durch ihn wurden drei Flussschlaufen vom Lauf abgetrennt und jeweils durch eine Abkürzung ersetzt.
In den 1940er-Jahren wurde am Blümelsteig, dem heutigen Abzweig der Unteren Paußnitz, ein zweiter Lauf künstlich angelegt, welcher wesentlich kürzer und strukturärmer ist. Der alte Lauf wurde unter dem Blümelsteig zwar abgetrennt, es wurde jedoch ein Zufluss einige hundert Meter flussaufwärts abgezweigt, über den die Untere Paußnitz regelmäßig (aber nicht ganzjährig) Wasser zugeführt bekam.
Durch die Braunkohleförderung, welche den dramatischsten Eingriff des Menschen darstellt, wurden Batschke und Paußnitz in den 1970er-Jahren unterbrochen. Um beide vor dem Austrocknen zu bewahren, wurden sie mit Sümpfungswasser aus der Tagebauentwässerung gespeist. Da der hohe Säuregrad und Rostgehalt für die wertvollen Abschnitte bedenklich war, wurde der Untere Paußnitzlauf abgetrennt und somit zu einem Stillgewässer.
Beim Bau der Brückenstraße 1989 zwischen den Ortsteilen Großzschocher und Connewitz wurde die Flusssohle bei der Unterführung um etwa einen halben Meter angehoben, wodurch viele Flutgerinne und Altarme dauerhaft an die Paußnitz angebunden wurden.

#### Renaturierung

Metallplatte am Blümelsteig zur Absperrung der Unteren Paußnitz nach der jährlichen, kleinräumigen Flutung im März 2019

Paußnitz unterhalb der Absperrung am Blümelsteig im März 2019

Seit der Einstellung der Förderung von Braunkohle in den 1990er-Jahren bezieht die Paußnitz ihr Wasser über den Lauerschen Grenzgraben, eine künstlich angelegte Verbindung von der Weißen Elster. Die Notwendigkeit, das Elsterhochflutbett zu unterqueren, und die geringe Größe des für die Unterquerung genutzten Dükers beschränkt die Durchflussmenge auf maximal 300 l/s. Durch Ablagerung der mitgeführten Sedimentfracht verringert sich der Querschnitt des Dükers regelmäßig, so dass nur noch bis zu etwa 50 l/s in die Paußnitz fließen. Die Stadt Leipzig plante, den Düker zu ertüchtigen beziehungsweise zu vergrößern, wodurch nicht nur die Durchflussmenge der Paußnitz erhöht, sondern auch das Wasser des Floßgrabens verdünnt  worden wäre. Dieser ist seit der hauptsächlichen Speisung aus dem Cospudener See stark mit Schwefelsalzen belastet. Die Ertüchtigung wurde jedoch als "nicht zielführend" fallengelassen. In einem mehrjährigen Turnus wird der Düker stattdessen von abgelagerten Sedimenten befreit.
Der Paußnitzabzweig zum Oberen Paußnitzsiel wird seit 1993 im März für etwa vier Wochen im Rahmen eines Langzeitversuchs zur Auwaldvernässung aufgestaut. Auf dem regelmäßig gefluteten Areal plant die Stadt Leipzig, einen neuen, ständig Wasser führenden Nebenarm anzulegen. Die Flutung ist nur durch eine Absperrung des Zuflusses zur Unteren Paußnitz möglich, da die zu flutende Fläche höher liegt und sonst nicht vom Wasser erreicht wird.
1995 wurde die zum Schutz vor Sümpfungswasser dauerhaft angebrachte Absperrung der Unteren Paußnitz am Blümelsteig auf Betreiben führender Naturschützer nach etwa zwanzig Jahren wieder entfernt und nur zur Zeit der oben erwähnten Flutung wieder installiert. Die Absperrung sollte allerdings seit 2006 nach der Flutung wegen der zurückgehenden Amphibienbestände nicht mehr geöffnet werden. Letztere Maßnahme war umstritten, da die Untere Paußnitz der einzige größere naturnahe Abschnitt ist und die Absperrung nur einen minimalen Durchfluss zuließ. Dadurch wuchs die Untere Paußnitz komplett mit Wasserlinsen zu, welche nach dem Absterben im Herbst beim Verfaulen den Sauerstoff aufzehrten und das Gewässer regelmäßig kippen ließen. Zudem sank in der Unteren Paußnitz der Wasserstand um mehr als zwanzig Zentimeter. An manchen Stellen war der teils fünf Meter breite Fluss dann nur noch wenige Dezimeter breit. Viele von Amphibien benötigte Lachen fielen trocken und auch die letzten 400 m bis zur Mündung waren nur noch ein schmales und flaches Rinnsal. 
Die Untere Paußnitz wurde seit 2006 nur noch durchströmt, wenn von Unbefugten die Absperrung manipuliert oder entfernt wurde, was fast jährlich geschah. Im Zeitraum von 2012 bis 2016 wurde keine Absperrung installiert und die Untere Paußnitz ungehindert durchströmt. Wegen des dadurch relativ starken Durchflusses waren auch die flacheren Abschnitte der Unteren Paußnitz, wie die letzten 400 m tief genug, so dass der Eisvogel sie zum Fischen nutzte und dort oft beobachtet werden konnte.
Im Sommer 2018 kam es unter anderem wegen der Absperrung der Unteren Paußnitz zu einer Überschwemmung oberhalb des Blümelsteiges, im Bereich der mittleren Paußnitz. Dabei staute sich die Paußnitz bis zur Brückenstraße, setze den umliegenden Auwald unter Wasser, überflutete Wege und floss über den bereits 1940 genutzten Fließweg in die Untere Paußnitz ab. Seitdem wird die Absperrung nach der Flutung wieder entfernt.
Von Ende 2020 bis Anfang 2021 wurde durch die Landestalsperrenverwaltung Sachsen ein Deichdurchlass im Elsterhochflutbett errichtet und 2022 durch die Flussmeisterei Leipzig mit dem unteren Altarm der Mittleren Paußnitz verbunden. Beim Weihnachts-Hochwasser 2023 wurde das Bauwerk geflutet und es floss nach über einhundert Jahren zum ersten Mal wieder Hochwasser durch den Südlichen Leipziger Auwald. Da das Obere Paußnitzsiel nicht verschlossen war, floss jedoch ein großer Teil des Hochwassers am Naturschutzgebiet mit der Unteren Paußnitz und der experimentellen Flutungsfläche vorbei und nach wenigen hundert Metern wieder in das Elsterflutbett ab. Das Siel ist seit Anfang 2024 verschlossen, sodass das ganze Wasser der Paußnitz nun durch die Untere Paußnitz abfließt.

## Natur
Nicht zuletzt wegen ihres stark mäandrierenden Flusslaufs durch geschützten Auwald ist die Paußnitz Lebensraum zahlloser Tier- und Pflanzenarten, wovon viele als gefährdet einzustufen sind.

### Fauna
In und an der Paußnitz leben (Auswahl):
- Rotaugen
- Rotfedern
- Döbel
- Schleien
- Flussbarsche
- Teichmuscheln
- Bisamratten
- Nutrias
- Fischotter
- Eisvögel

## Brücken über die Paußnitz
- Blümelsteig
- Schwarze Brücke

## Bilder

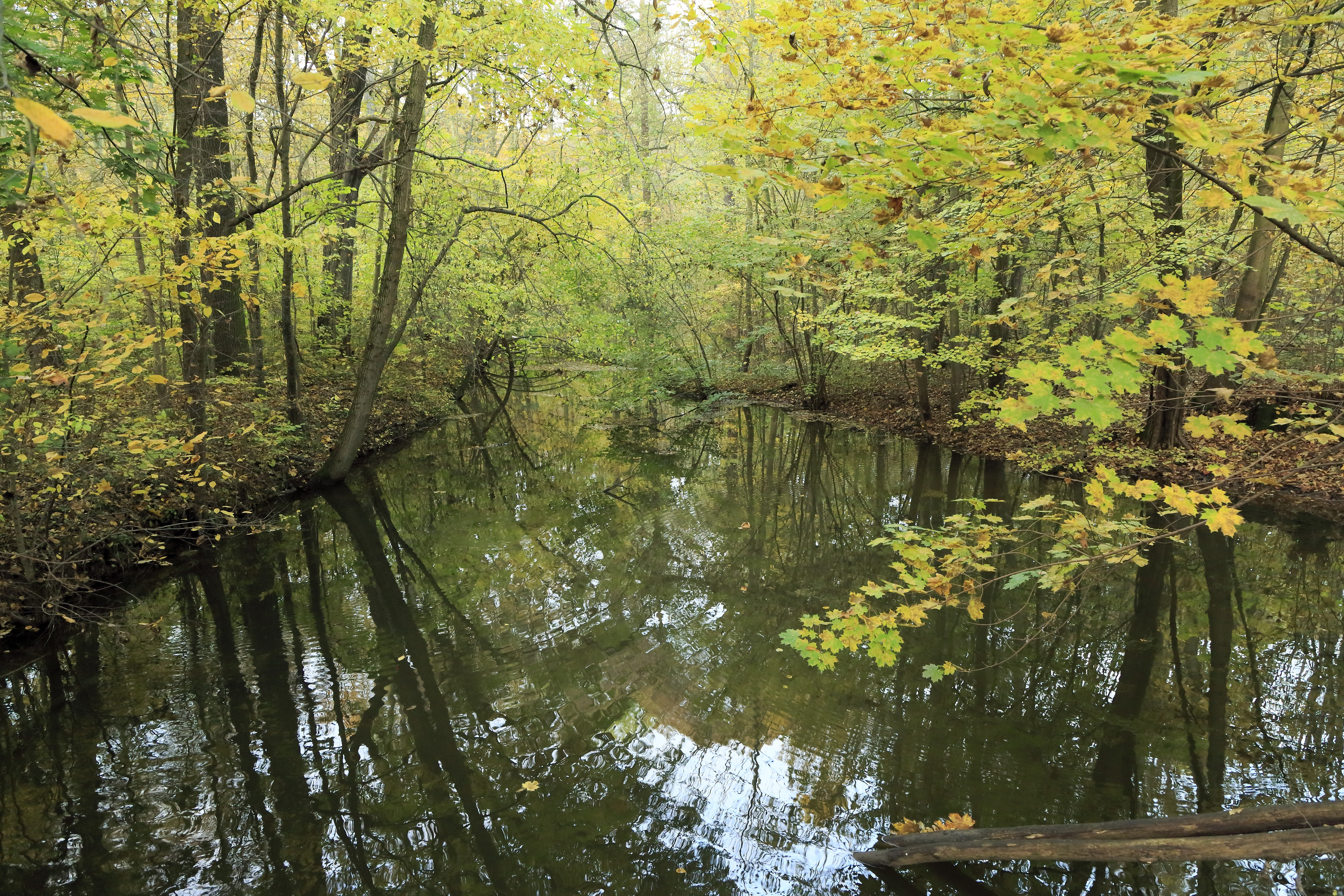
Die Mittlere Paußnitz kurz nach der Brückenstraße
Die Mittlere Paußnitz zwischen Blümelsteig und Brückenstraße
Der Entwässerungsgraben zum Oberen Paußnitzsiel nach der Absperrung am Blümelsteig
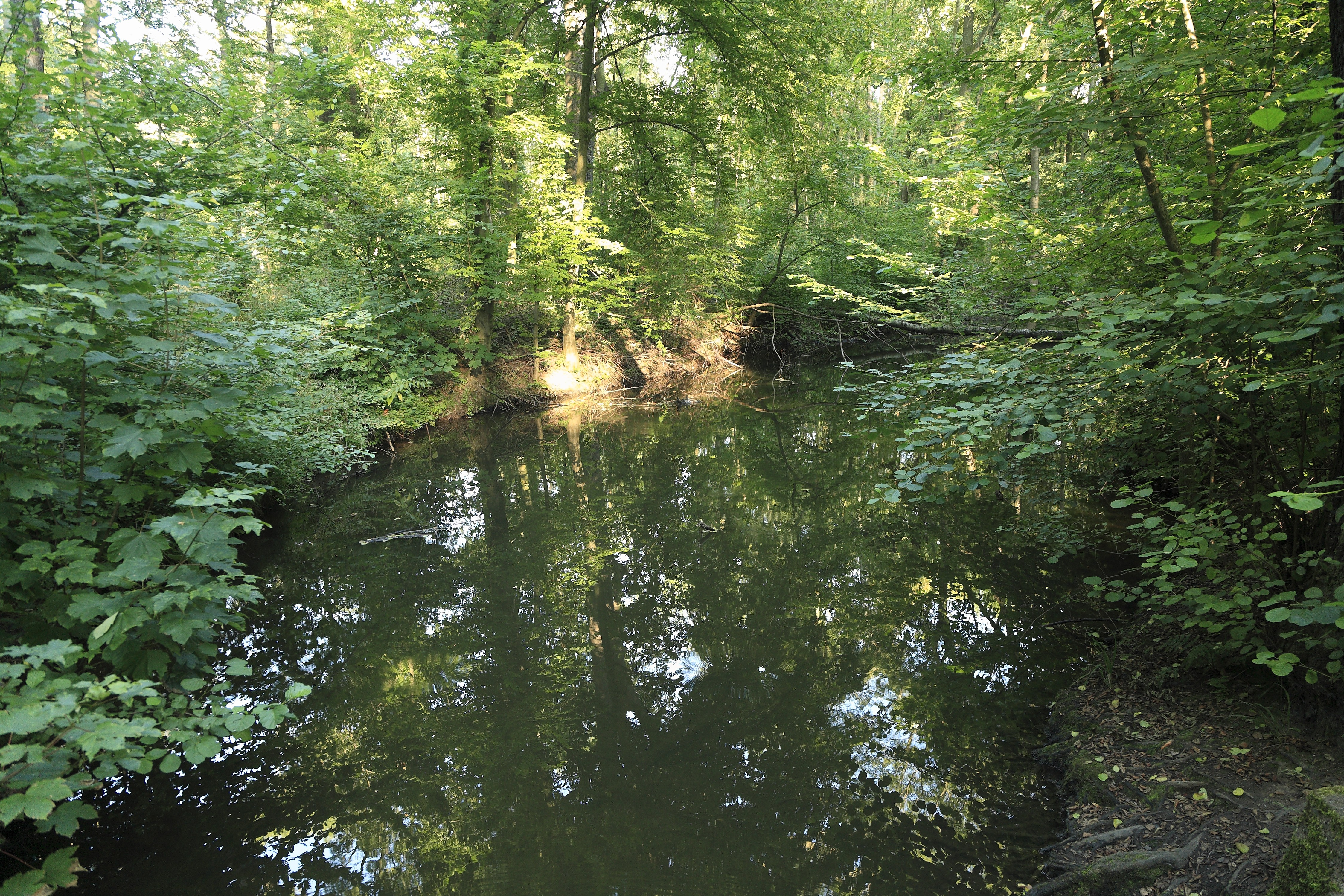
Die Untere Paußnitz von der Schwarzen Brücke aus Richtung Osten
Abfluss der Unteren Paußnitz durch das Untere Paußnitzsiel in das Elsterflutbett